# Al-Karaji
Abu Bakr Muhammad ibn al-Hasan al-Karaji ou Al-Karkhi, né à la fin du Xe siècle, mort au début du XIe siècle, est un mathématicien et ingénieur Persan,, qui a vécu et travaillé à Bagdad.
D'origine persane, il a passé une partie importante de sa vie scientifique à Bagdad où il a écrit des ouvrages pour les mathématiques dont les principaux sont Al-Badi' fi'l-hisab, Al-Fakhri fi'l-jabr wa'l-muqabala, et Al-Kafi fi'l-hisab.
Al-Karaji est également l'auteur d'un traité d'hydrologie, Inbat al-Miyah al-khafiya (La Civilisation des eaux cachées).

## Biographie
On sait très peu de choses sur la vie d'al-Karaji, à commencer par son nom puisqu'on hésite entre al-Karaji et al-Kharki. Les successeurs d'al-Karaji, en particulier al-Samaw'al, l'appelant pour la plupart al-Karaji, c'est ce nom qui semble le désigner actuellement. Concernant sa date de naissance et de mort, on en est réduit à des conjectures en s'appuyant sur les rares indices figurant dans ses écrits. On s'accorde en général pour dire qu'il est né à la fin du Xe siècle et est mort au début du XIe siècle et avec certitude après 1015. Le même doute existe sur son lieu de naissance. On a longtemps dit de lui qu'il était né à Karkh (en), dans la banlieue de Bagdad, mais une récente étude du chercheur italien Giorgio Levi Della Vida le fait naître à Karaj, dans l'actuel Iran. Selon Roshdi Rashed, cette hypothèse est plausible sans être certaine.
Il aurait quitté sa région montagneuse pour aller vivre à Bagdad où il aurait tenu une position officielle et se serait alors lancé dans des travaux mathématiques atteignant le sommet de son art vers 1012. Si l'on en croit les quelques éléments biographiques de son traité Inbat al-miyah al-khafiya, il aurait été impressionné par la curiosité intellectuelle des gens qu'il y aurait rencontrés. C'est durant son séjour à Bagdad qu'il écrit ses principaux traités mathématiques.
Il quitte ensuite Bagdad pour une région montagneuse et écrit alors son traité d'hydrologie.

## Œuvre
L'œuvre scientifique d'al-Karaji est essentiellement mathématique avec 3 ouvrages connus et étudiés dans le domaine de l'arithmétique et de l'algèbre. Il existe également d'autres ouvrages perdus attribués à al-Karaji concernant l'analyse indéterminée, l'algèbre d'Al-Khwârizmî, des problèmes d'héritage, le développement du binôme. Sa maitrise dans ce domaine lui vaut le surnom de «calculateur» (al-Hasib).
En hydrologie, on connait de lui son traité sur les eaux souterraines.
Il aurait aussi écrit sur les contrats de constructions.

### Mathématiques

#### Calculs sur les polynômes
Al-Karaji est le maître à penser d'un courant qui se développe à partir du XIe siècle sur une «arithmétisation des polynômes»,. Dans ses deux ouvrages, Al-Fakhri fi'l-jabr wa'l-muqabala, suivi de Al-Badi' fi'l-hisab (Livre merveilleux sur le calcul), il définit les règles de produits et de quotients sur des monômes de puissances entières positives ou négatives. Il travaille sur des polynômes étendus aux puissances négatives, c'est-à-dire sur des expressions qui s'écrivent en notation moderne sous la forme
{\displaystyle \sum _{k=-m}^{n}a_{k}X^{k},}
développant des règles sur la somme et le produit de tels expressions, ainsi que sur la division d'un polynôme par un monôme. Il présente une technique pour retrouver les coefficients d'un trinôme de degré quelconque connaissant le développement de son carré,. Les coefficients sont pris aussi bien dans les nombres rationnels que dans les nombres irrationnels. Son travail sera prolongé par al-Samaw'al qui, avec une présentation des polynômes sous la forme de tableau de coefficients, permet de traiter l'algèbre des polynômes {\displaystyle \mathbb {Q} [X;1/X]} comme on traite des nombres en écriture décimale.
On sait, toujours grâce à al-Samaw'al, qu'il aurait développé dans un ouvrage aujourd'hui perdu, la formule du binôme jusqu'à l'exposant 12 en expliquant que la même méthode peut se poursuivre au-delà et en présentant les divers coefficients sous la forme d'un tableau triangulaire, ancêtre du triangle de Pascal. Il explique la construction de ce triangle grâce à la formule dite de Pascal : chaque coefficient d'une ligne est la somme des deux coefficients de la ligne précédente situés juste au-dessus de lui. C'est selon Roshdi Rached, un des premiers exemples d'une forme archaïque de raisonnement par induction.
Un autre exemple de raisonnement de ce type, par induction décroissante, se trouve dans Le Fahkri où al-Karaji démontre la formule de la somme des cubes de tous les entiers de 1 à 10, c'est-à-dire le cas particulier pour 10 du théorème de Nicomaque. Le raisonnement est double, faisant intervenir la géométrie et l'algèbre et utilise les formules 1 + 2 + ... + n = n(n+1)/2 ainsi que l'égalité 2n × n(n-1)/2 + n 2= n3. Il montre ainsi que
(1 + 2 + 3 + ... + 10) 2 = 13 + 2 3 + 3 3 + ... + 10 3.
Il le fait en montrant d'abord que
(1 + 2 + 3 + ... + 10) 2 = (1 + 2 + 3 + ... + 9) 2 + 10 3 .
En effet, (1 + 2 + 3 + ... + 10) 2 = (1 + 2 + 3 + ... + 9) 2 + 2 × 10 × (1 + 2 + ... + 9) + 102 (Il démontre cette égalité géométriquement et non algébriquement).
Il peut alors utiliser la même règle à (1 + 2 + 3 + ... + 9) 2, puis à (1 + 2 + 3 + ... + 8) 2, etc. pour obtenir :
{\displaystyle {\begin{aligned}(1+2+\cdots +10)^{2}&=(1+2+3+\cdots +8)^{2}+9^{3}+10^{3}\\&=(1+2+3+...+7)^{2}+8^{3}+9^{3}+10^{3}\\&=\cdots \\\ &=1^{3}+2^{3}+3^{3}+4^{3}+\cdots +10^{3}\end{aligned}}}
Al-Karaji développe aussi, comme son prédécesseur Abu Kamil, des techniques de calculs sur les nombres irrationnels.

#### Al Istiqra ou l'analyse indéterminée
Al-Karaji apporte une pierre significative à l'étude de l'analyse indéterminée, c'est-à-dire l'étude des équations algébriques à coefficients entiers à plusieurs inconnues possédant une infinité de solutions rationnelles. Le sujet n'est pas neuf. Les problèmes des Arithmétiques de Diophante traitent en grande partie de ce thème, à tel point que des équations de ce genre sont dites diophantiennes. Al-Karaji connaît plusieurs des livres des Arithmétiques traduits vers 870 par Qusta ibn Luqa, mais c'est avec l'éclairage de l'algèbre d'Al-Khwârizmî et des travaux d'Abu Kamil qu'il tente d'en dégager des méthodes de résolution. Parmi les 254 problèmes de son Fakhri, la plupart sont déjà chez Diophante ou chez Abu Kamil, à l'exception de 60 problèmes originaux.
Il nomme ce champ d'étude al-Istiqra et lui consacre un traité aujourd'hui perdu. Le principe général de résolution consiste à utiliser une variable auxiliaire (paramètre) permettant de ramener l'équation à des formes connues. Il lui suffit alors de donner des valeurs du paramètre pour fournir des exemples de solutions. Son étude porte principalement sur les équations de la forme P(x)= y2 où P(x) est un polynôme du second degré à coefficients entiers ou un polynôme de la forme ax2n+ bx2n-1 ou ax2n+ bx2n-2 mais son étude s'élargit à des systèmes d'équations diophantiennes à trois inconnues ou des équations de degré supérieur à deux.
Son Fakhri est plutôt un recueil organisé de problèmes de ce genre mais dans son Badi, destiné à un public plus averti, al-Karaji présente une théorie organisée des équations de ce type. Il s'affranchit de toute contrainte géométrique et de toute contrainte d'homogénéité pour rendre ses problèmes les plus généraux possibles.
Ses ouvrages sont commentés et approfondis par ses successeurs al-Samaw'al, al-Zanjani, Ibn al-Khawwam et Kamāl al-Dīn al-Fārisī, et parviennent à l'Occident grâce au Liber abaci de Fibonacci.

#### Kafi fi'l-hisab
Ce dernier ouvrage, Kafi fi'l-hisab (Livre suffisant sur la science arithmétique) est probablement une œuvre de commande. Il n'est pas destiné à des mathématiciens mais à des fonctionnaires. Il explique les règles de calcul sur les entiers et les fractions, l'extraction de racine carrée. Il contient quelques formules d'aire et de volumes et de nombreux exemples. Il n'utilise pas le système indien (système décimal), mais un système où les nombres sont écrits en toutes lettres. Il est très proche, notamment en ce qui concerne les calculs d'aire et de volume, d'un livre didactique écrit par Abu l-Wafa, Livre sur ce que doivent savoir les scribes, les artisans et les autres en fait de science arithmétique.

### Hydrologie

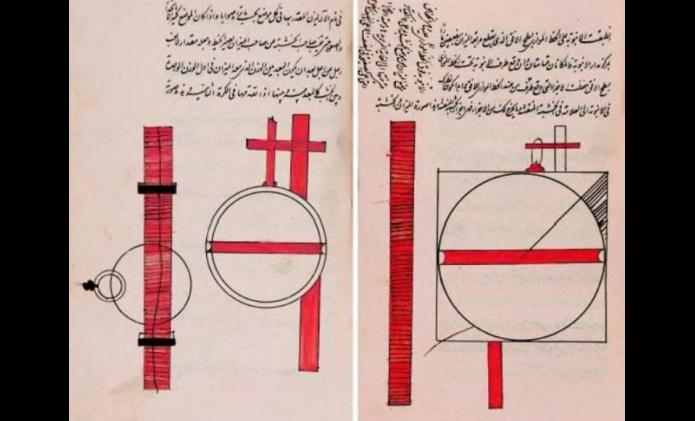
Schéma de qanats extrait du Inbat al-miyah al-khafiya

Le traité Inbat al-miyah al-khafiya (La Civilisation des eaux cachées) est écrit par al-Karaji probablement après ses traités mathématiques. Si l'on en croit les éléments biographiques figurant dans son introduction, al-Karaji aurait abandonné la rédaction de traités mathématiques pour se lancer dans des recherches scientifiques. Encouragé par un ministre de l'époque, Abu Ghanim Ma'ruf b. Muhammad, il aurait entrepris la rédaction de ce traité d'hydrologie. On date cet écrit autour de 1015 (406 H) ou 1017.
Il répond à un réel besoin : la croissance rapide des grandes villes du monde arabo-musulman, alors en plein «âge d'or» nécessite de nouvelles méthodes d'approvisionnement en eau. De plus, le développement de l'agriculture et ses systèmes d'irrigation est une préoccupation importante de cette époque.
Cet ouvrage, un des plus anciens concernant l'hydrologie, révèle chez son auteur, une réelle maîtrise du sujet. Après une introduction contenant quelques notes biographiques, des considérations générales sur la géographie du globe, les phénomènes naturels, le cycle de l'eau, l'étude des terrains, l'auteur expose les techniques de recherches d'eaux souterraines, traite de leur exploitation. Il présente une description technique de la construction et l'entretien des qanats (conduites d'eau souterraines). On y trouve également des considérations juridiques sur la construction de puits et de conduites. Al-Karaji présente également quelques instruments dont certains sont de son invention.
Cet ouvrage est considéré comme une contribution originale en hydrologie et un document précieux sur les connaissances en ce domaine dans le monde arabo-musulman du Xe siècle.